# Porumbel verde african
Porumbelul verde african (Treron calvus) este o specie de pasăre din familia porumbeilor și turturelelor, Columbidae, și una dintre cele 5 specii de porumbei verzi din Afrotropice. Specia are o arie de răspândire largă în Africa subsahariană, cu aproximativ 17 rase acceptate.

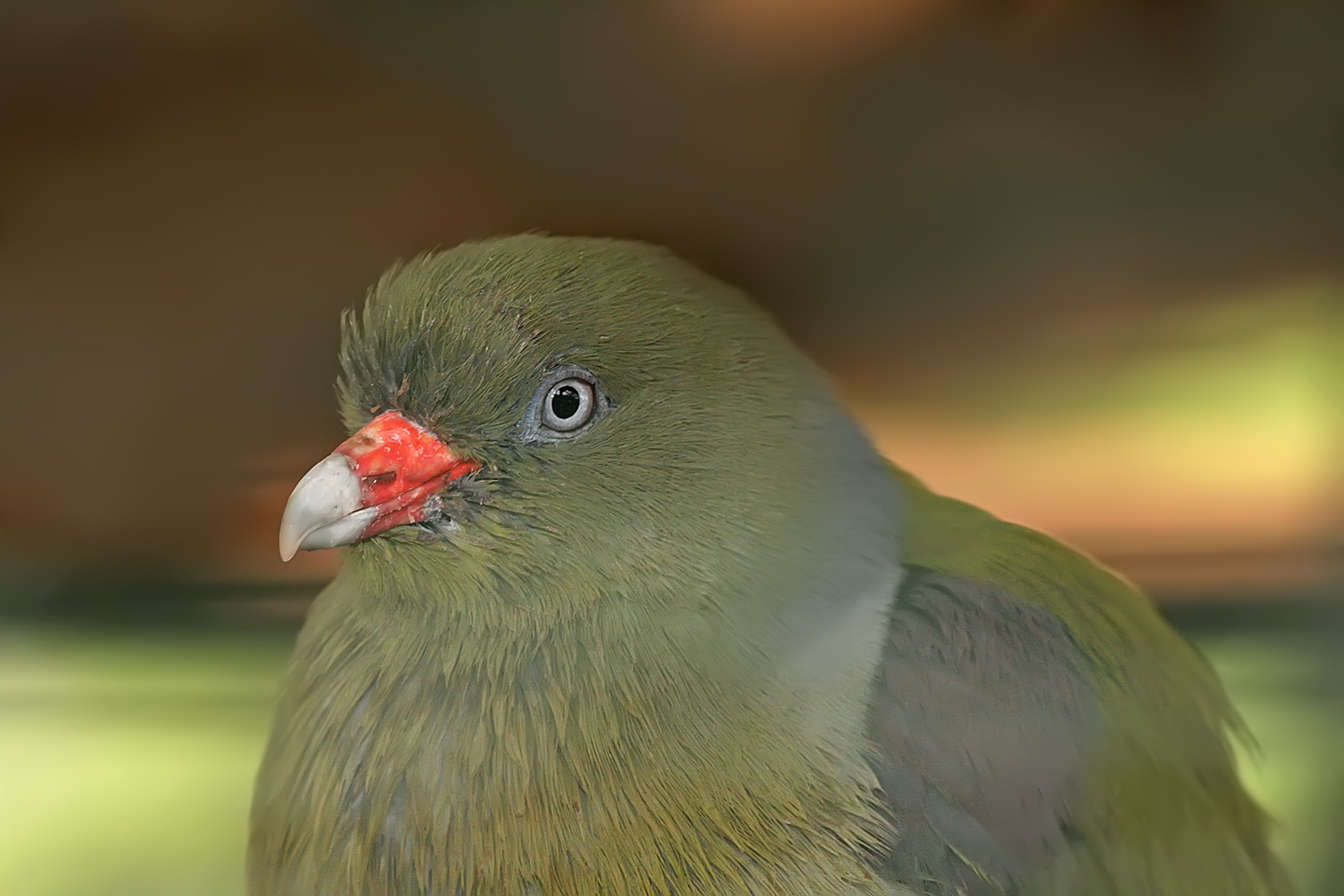
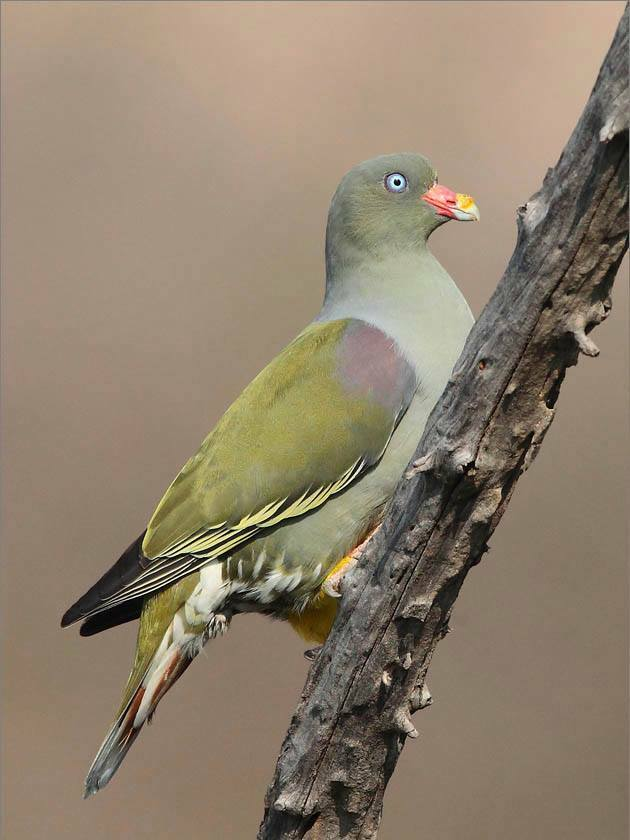
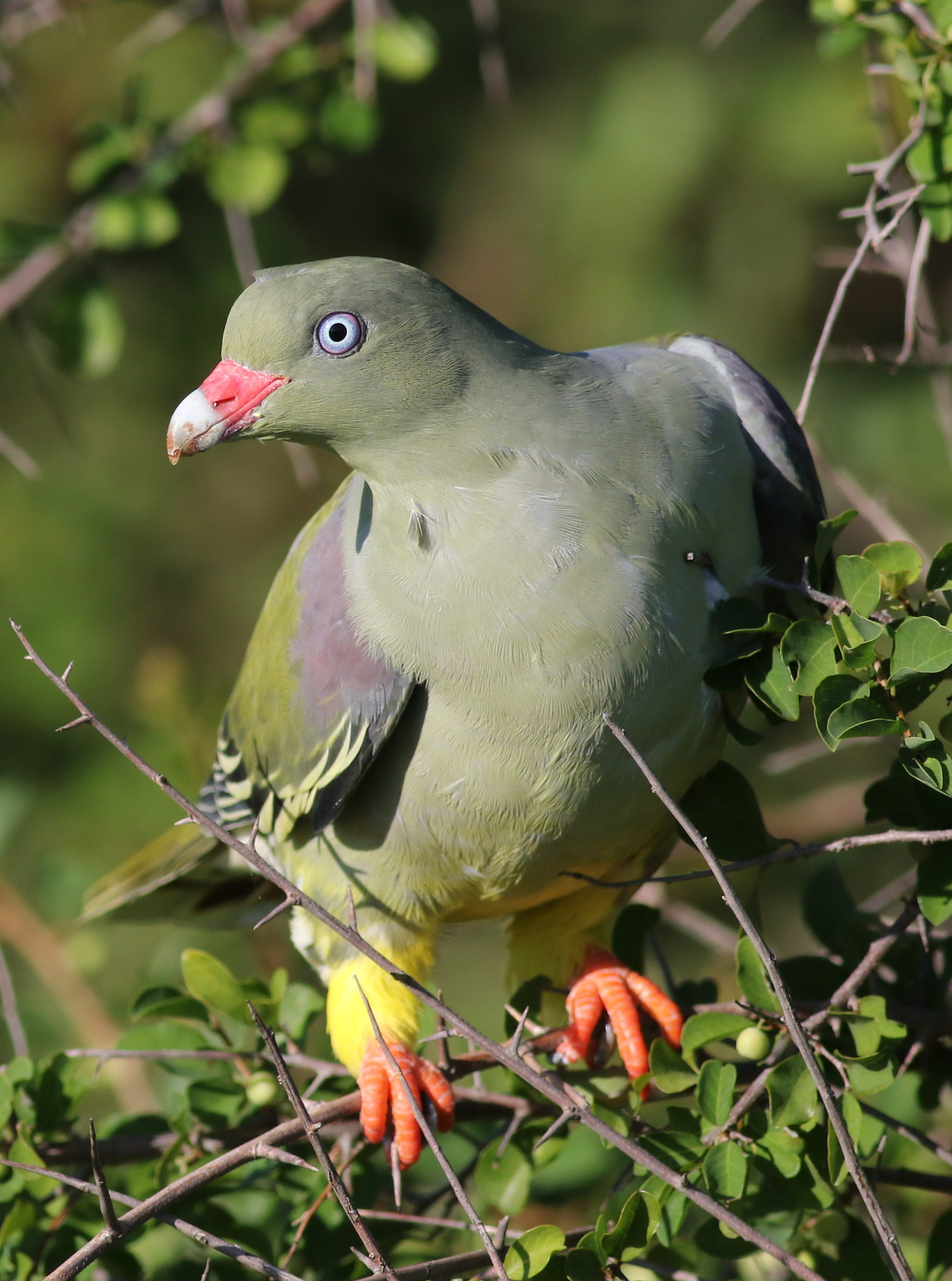
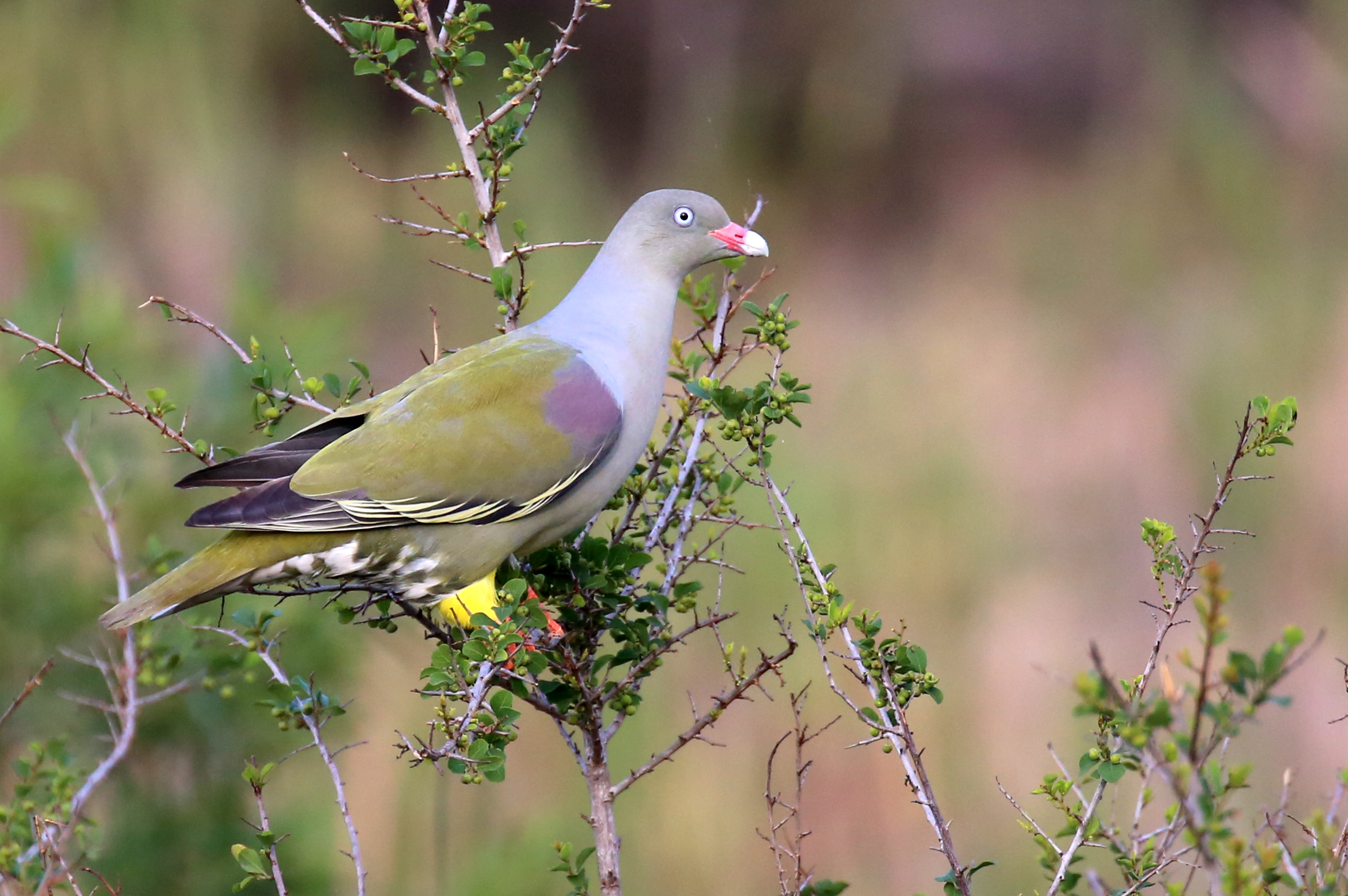